# 柏原文太郎

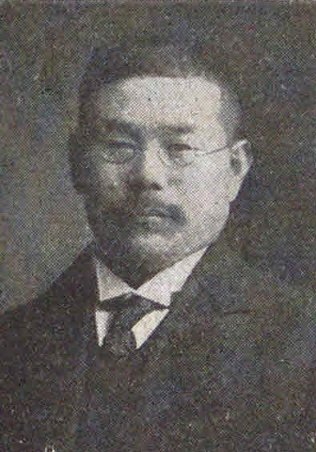
柏原文太郎

柏原 文太郎（かしわばら ぶんたろう、明治2年1月18日（1869年2月28日） - 昭和11年（1936年）8月10日）は、日本の教育家、社会事業家。千葉県出身。
日中問題の権威で東亜同文会設立の功労者であるとともに、目白中学の創設からその実質的な校長職務を歴任した。さらに衆議院議員（1912年 - 1920年）として日中関係と私学教育の改善に功績を残した。

## 略歴
1869年1月、柏原七兵衛の子として千葉県成田市寺台の農家に生まれる。1893年、東京専門学校（現在の早稲田大学）英語政治科卒業。
1895年、朝鮮国政府農商務省の招聘により渡韓し駐日朝鮮政府公使館顧問となり帰国。
1896年、東京専門学校の講師となり、支那研究会を組織。1899年、東亜同文会の幹事として清国からの亡命者・康有為、梁啓超の世話をする。1902年、根津一より、東京同文書院を委ねられる。1909年、細川護成とともに目白中学（現在の中央大学附属高等学校）を設立する。
1912年、立憲国民党から、第11回衆議院議員総選挙に立候補、5位当選（千葉全県1区定員10名、3420票）。1913年、衆議院に「教育検定委員会に関する建議案」提出。「文部省の教育検定の選任が官学に偏重し、私学からの検定委員が皆無である。私学からも四千人からの受験者がおり、私学の教員にも相当なる学者がいる。官学、私学同等の権利待遇を与え、教育行政の公平を保つべし。」旨の提出趣旨をもって私学教育の重要性を建議。1917年（大正6年）4月、第13回総選挙で当選したが、衆議院議員選挙訴訟の結果、安房郡での選挙が無効となり、同年12月8日、千葉県知事により鵜澤總明・吉植庄一郎・木村政次郎・関和知・津田毅一・鵜沢宇八・磯野敬・加瀬禧逸・土屋清三郎と共に当選証書が取消され議員を退職し、同月に実施された再選挙で当選した。1918年、衆議院で「陸軍・海軍の国防計画」について大島健一陸相に、陸・海軍の大臣が制服組である（軍部大臣現役武官制）のを文官に改革する考えはないか詰問。1920年、衆議院で原敬内閣の義務教育費と私立学校への補助があまりに小額としてその増額を要求する討論を行う。同年3月間、中国に渡り、中日学院、江漢中学堂を創立。5月の第14回総選挙に千葉3区から立候補、3715票得票するも2位で落選。
1923年、目白中学校長に就任し、1933年に辞任した。
1936年8月10日に死去（67歳）。成田市寺台の永興寺に埋葬。